# Odet de Turnèbe
Odet de Turnèbe (* 23. Oktober 1552; † 20. Juli 1581 in Paris) war ein französischer Schriftsteller.

## Leben und Werk

### Leben
Odet de Turnèbe, Sohn des humanistischen Gelehrten Adrien Turnèbe (1512–1565), vollendete bereits im Alter von 14 Jahren Werke, die sein Vater unfertig hinterlassen hatte, und galt als Wunderkind. Er studierte Rechtswissenschaft in Toulouse und wurde Anwalt am Parlement de Paris. Er leitete in jungen Jahren die politische Einrichtung Cour des monnaies de Paris. Er starb  mit 28 Jahren an einem plötzlich auftretenden Fieber.

### Das Werk:Les Contents
Odet de Turnèbe war Stammgast im literarischen Salon von Madeleine und Catherine Des Roches. Er ist bekannt für ein einziges Werk, das kurz vor seinem Tod verfasste und 1584 postum erschienene Theaterstück Les Contents (Die Zufriedenen), das als beste Komödie der französischen Renaissance bezeichnet wurde. Die Sprache ist nach dem Urteil von Robert Aulotte und Frank Lestringant (* 1951) von einer Lebendigkeit und Natürlichkeit, die in der Zeit einzig ist. Der Stoff lässt Anleihen bei Jacques Grévin, Girolamo Parabosco und bei La Celestina, sowie bei L’Alessandro erkennen. Vorbild war die „commedia erudita“ von Plautus oder Terenz.

## Werke
- Les Contens, kritisch hrsg. von Norman B. Spector (1921–1986). Didier, Paris 1961, 1964.

### Handbuchliteratur
- Frank Lestringant, "Odet de Turnèbe", in: Dictionnaire des écrivains de langue française, hrsg. von Jean-Pierre Beaumarchais, Daniel Couty und Alain Rey, Paris, Larousse, 2001, S. 1900–1901.